# Isagoras
Isagoras − syn Tisandera; ateński polityk i arystokrata z VI wieku p.n.e.

## Kariera polityczna
Po wygnaniu z Aten w roku 510 p.n.e. Hippiasza, syna Pizystrata, Isagoras rozpoczął karierę polityczną jako zażarty oponent Klejstenesa. Udało mu się zdobyć poparcie arystokracji (być może Areopagu) i w roku 508/507 sprawował urząd archonta eponyma. Klejstenes zdecydował się wtedy na oskarżenie Isagorasa przed zgromadzeniem (korzystając z jego sądowniczych uprawnień jako heliaia) oraz przedstawienie ludowi swojego programu reform politycznych, które zostały przyjęte z dużym entuzjazmem i natychmiast rozpoczęto wprowadzenie je w życie. 
Isagoras był zwolennikiem rządów oligarchicznych i bardzo nie podobała mu się sytuacja, w której prawa możnych i dobrze urodzonych były zrównywane z pospólstwem. Z tego powodu poprosił o pomoc swojego przyjaciela, króla Sparty Kleomenesa I. Herodot twierdzi, że powodem tej zażyłej znajomości był fakt, że Kleomenes podczas swojego pierwszego pobytu w Atenach, kiedy oblegał Hipparcha na Akropolu poznał żonę Isagorasa i bardzo mu się spodobała, natomiast sam mąż był w tej kwestii bardzo wyrozumiały. Powodem pomocy Kleomenesa Isagorasowi były zapewne też względy czysto polityczne. W Sparcie tylko rodowita arystokracja miała prawo głosu; nawet mieszkańcy miast (periojkowie) musieli się podporządkować władzy szlachetnie urodzonych i nie mieli na nią wpływu. Dla Spartian, Klejstenes posunął się w swoich demokratycznych reformach za daleko. Oficjalnych pretekstem była natomiast rzekoma kara za zbrodnie Alkmenoidów - przed przeszło stu laty ród ten przyczynił się do wymordowania w Atenach błagalników szukających ratunku u boskich ołtarzy. 
Klejstenes zbiegł z miasta, bojąc się spartiańskiej potęgi. Kleomenes natomiast rozpoczął swoje porządki w mieście. Władza została oddana Isagorasowi (być może jako tyranowi). Z miasta zostało wyrzuconych mnóstwo rodzin mających cokolwiek wspólnego z Alkmenoidami.  Zamach nie udał się jednak - przeciw nowemu reżimowi wystąpiła nowo utworzona przez Klejstenesa Rada Pięciuset oraz zwykli ludzie, którzy pragnęli bronić nowego ustroju swojego miasta. Klemeones oraz ze swoimi Spartianami i Isagorasem musieli uciekać na Akropol i tam się zabarykadowali. Kleomenes rzekomo dostąpił się świętokradztwa w jednej z ateńskich świątyni, dlatego już po trzech dniach broniący się poddali i zostali wypędzeni, natomiast Klejstenes powrócił do Aten. 
W 506 p.n.e. Kleomenes i Isagoras po raz kolejny próbowali przejąć władzę w Atenach, jednak tym razem próba zakończyła się całkowitym niepowodzeniem i nie zachwiała silną już wówczas pozycją Klejstenesa. Główną przyczyną upadku tejże kampanii była niemożność porozumienia się dwóch spartańskich królów, Kleomenesa i Demarata.